# Marina Zueva
Pour les articles homonymes, voir Zouïeva.
Marina Zueva (en russe : Марина Олеговна Зуева, Marina Olegovna Zouïeva), née le 9 avril 1956 à Moscou, est une patineuse artistique russe. Elle a représenté, en danse sur glace, l'Union soviétique avec, pour partenaire, Andreï Vitman. Elle est l'entraîneuse et la chorégraphe attitrée de plusieurs patineurs médaillés aux jeux olympiques et dans d'autres grandes compétitions. Elle a notamment été la chorégraphe des champions de patinage artistique en couple, Ekaterina Gordeeva et Sergueï Grinkov. Avec Igor Shpilband, elle a entraîné les danseurs sur glace Tanith Belbin & Benjamin Agosto, Maia Shibutani & Alex Shibutani, Tessa Virtue & Scott Moir, Meryl Davis & Charlie White. Ces deux derniers couples ont obtenu l'or et l'argent en danse sur glace lors des jeux olympiques de Vancouver, en 2010. Son fils, le canadien Fedor Andreev, est également patineur.

## Biographie

### Carrière sportive

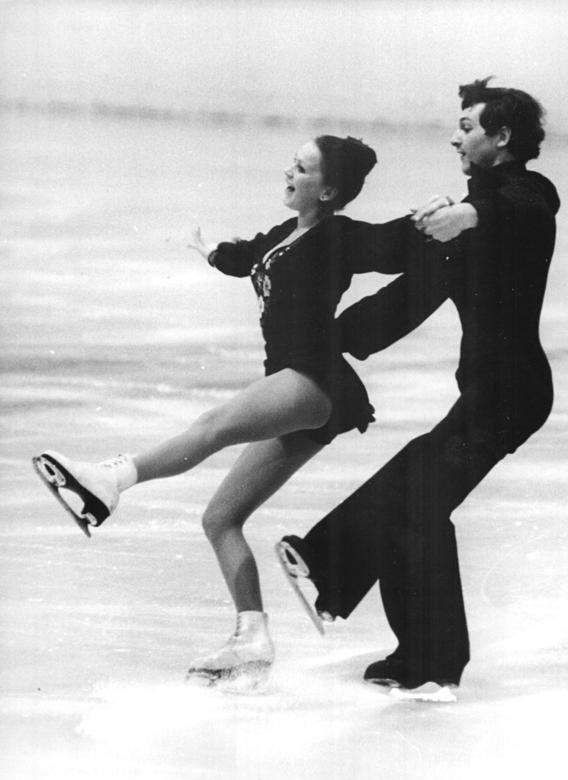
Marina Zoueva et Andrei Vitman, en 1975

Avec Andrei Vitman, elle participe, à la fin des années 1970, à plusieurs compétitions internationales de danse sur glace. Ils représentent l'Union Soviétique. En 1977, ils terminent 5e des championnats d'Europe et obtiennent la même place lors des championnats du monde. L'année suivante, ils sont 6e aux championnats d'Europe et 7e des championnats du monde, .

### Carrière d'entraîneur et de chorégraphe

#### Chorégraphe de Gordeeva et Grinkov
À la fin de sa carrière de patineuse, Marina Zueva travaille comme entraineur au Club de patinage de l'armée rouge, à Moscou. Elle suit aussi une formation de chorégraphe et obtient son diplôme en 1982. Son projet de fin d'étude consiste dans la création d'un programme de patinage artistique, qu'elle réalise pour les jeunes Ekaterina Gordeeva et Sergueï Grinkov. Elle devient alors le principal chorégraphe de ces patineurs qui vont rapidement remporter de nombreux titres en patinage pour couples. Ils sont plusieurs fois champions du monde et sont médaillés d'or aux Jeux olympiques de 1988, à Calgary. Durant les années 1980, Marina Zoueva travaille également avec le champion russe Alexandre Fadeïev, composant la plupart des programmes qu'il réalise en compétition.
En 1990, Gordeeva et Grinkov entament une carrière professionnelle et mettent fin à leur association avec Marina Zoueva. En 1991, celle-ci quitte Moscou et part travailler au Canada. Mais en 1993, Gordeeva et Grinkov, qui se sont mariés et ont eu une petite fille, décident de participer aux Jeux olympiques de Lillehammer. Ceux-ci ont lieu en 1994. Ils font appel à Marina Zoueva, qui crée leurs chorégraphies, et notamment le programme libre Moonlight Sonata, avec lequel ils obtiennent une seconde médaille d'or aux Jeux olympiques. Le couple reprend ensuite sa carrière professionnelle, accompagnée cette fois par Marina Zoueva.
Après la mort de Sergueï Grinkov, en novembre 1995, Marina Zoueva continue de travailler avec Ekaterina Gordeeva, qui entame une carrière en solo sur le circuit professionnel. Elle participe à la mise en scène du spectacle Célébration of a life, exécuté en 1996 en hommage à Sergueï Grinkov,. La plupart des chorégraphies patinées dans les années qui suivent par Ekaterina Gordeeva sont l'œuvre de Marina Zoueva. Parallèlement à cette collaboration, Marina Zoueva travaille avec d'autres patineurs, qui participent aux compétitions amateurs. Elle est ainsi la chorégraphe de Kristy Wirtz & Kris Wirtz, Fedor Andreev, Nicole Watt et Viktoria Volchkova. En 1997 et 1998, elle crée également des programmes, dans le circuit professionnel, pour les champions tchèques de patinage en couple : Radka Kovaříková & Rene Novotny.

#### Travail avec Igor Shpilband

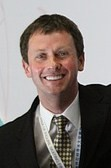
Igor Shpilband, en 2011

En 2002, elle s'associe à Igor Shpilband, qui entraîne, au Detroit Skating Club, dans l'État du Michigan, aux États-Unis, des danseurs sur glace en vue des grandes compétitions. Il accompagne notamment, depuis 1998, les champions américains Tanith Belbin et Benjamin Agosto. En 2003, Marina Zoueva et Igor Shpilband déménagent au Artic Figure Skating Club de Canton, dans la banlieue de Détroit. Ils préparent ensemble les programmes de Tanith Belbin & Benjamin Agosto. Ils sont rejoints en 2003 par les jeunes danseurs canadiens Tessa Virtue & Scott Moir. En 2004, les américains Meryl Davis & Charlie White, qui avaient déjà travaillé avec Zoueva et Shpilband au Detroit Skating Club, arrivent aussi à Canton pour être entraînés à temps plein par eux.
En 2006, Tanith Belbin et Benjamin Agosto remportent la médaille d'argent aux Jeux olympiques de Turin. Cette même année, Tessa Virtue & Scott Moir terminent premiers des championnats du monde junior.
En 2008, pour leur deuxième participation aux championnats du monde de patinage artistique, Tessa Virtue & Scott Moir gagnent le programme libre avec un programme réalisé sur la musique des parapluies de Cherbourg. À peine âgés de 18 et 20 ans, ils terminent deuxième du classement général. Tanith Belbin et Benjamin Agosto prennent seulement la quatrième place de la compétition.

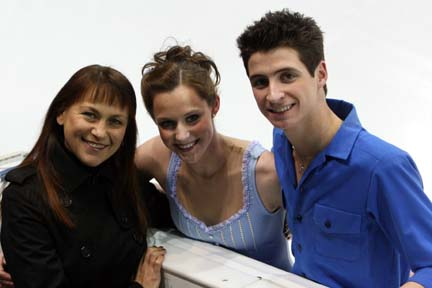
Marina Zoueva, à gauche, avec les patineurs Tessa Virtue et Scott Moir, en 2008

Dans une interview qu'elle accorde en 2008 à Elena Vaitsekhovsksaya, Marina Zoueva explique que Tessa et Scott, en tant que jeunes patineurs, ont grandi avec les nouvelles règles de notations, instaurées en 2004. Ils ont ainsi assimilé très tôt, dès leurs formations en tant que juniors, les difficultés techniques que les juges attendent désormais des patineurs,. Cela peut expliquer, d'après Marina Zoueva, leurs succès précoces en compétition et leur style novateur.
La saison suivante, Zoueva et Shpilband voient Tanith Belbin et Benjamin Agosto les quitter pour patiner sous la direction de Natalia Linitchouk et Guennadi Karponossov. Ils continuent toutefois d'accompagner Tessa Virtue & Scott Moir ainsi que Meryl Davis & Charlie White. Les canadiens sont médaillés de bronze aux championnats du monde de 2009, précédant de peu Meryl Davis & Charlie White.
En février 2010, Marina Zueva et Igor Shpilband conduisent leurs deux couples vedettes aux deux premières places des Jeux olympiques de Vancouver. Tessa Virtue & Scott Moir remportent la danse originale  devant leurs partenaires d'entraînements, Meryl Davis & Charlie White. Les deux couples de danseur terminent aussi en tête, dans le même ordre, de la danse libre ,. C'est la première fois, depuis que la danse sur glace est inscrite au programme des Jeux olympiques d'hiver, que des danseurs nord-américains obtiennent la médaille d'or, . Un mois plus tard, aux championnats du monde 2010, Virtue & Moir prennent à nouveau la première place devant Davis & White.

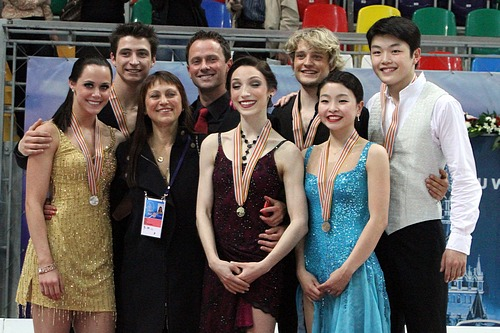
Marina Zoueva, 2e au premier rang en partant de la gauche. Elle est entourée d'Igor Shpilband et du podium de danse sur glace des championnats du monde 2011

La saison 2011 est aussi couronnée de succès avec les trois premières places aux championnats du monde 2011 à Moscou. Meryl Davis & Charlie White terminent cette fois en tête, devant Tessa Virtue & Scott Moir et Maia Shibutani & Alex Shibutani. C'est la première fois dans l'histoire des championnats du monde que les trois premiers couples de danseurs sont nord-américains. Cette réussite dans une spécialité longtemps dominée par l'école russe s'explique notamment par l'exil d'entraîneurs de ce pays, comme Marina Zoueva et Igor Shpilband,. Aux championnats du monde 2012, cette série de succès se poursuit avec les deux premières places obtenues par Virtue & Moir et Davis & White.

## Palmarès
| Compétitions principales        | 1976    | 1977    | 1978    | 1979    | 1980    |  |  |  |  |  |  |  |  |  |
| Jeux olympiques d'hiver         |         |         |         |         |         |  |  |  |  |  |  |  |  |  |
| Championnats du monde           |         | 5e      | 7e      |         |         |  |  |  |  |  |  |  |  |  |
| Championnats d'Europe           |         | 5e      | 6e      |         |         |  |  |  |  |  |  |  |  |  |
| Championnats d'Union soviétique | 3e      | 3e      |         | 5e      |         |  |  |  |  |  |  |  |  |  |
|                                 |         |         |         |         |         |  |  |  |  |  |  |  |  |  |
| Autres Compétitions             | 1975/76 | 1976/77 | 1977/78 | 1978/79 | 1979/80 |  |  |  |  |  |  |  |  |  |
| Skate Canada                    |         |         | 2e      | 3e      |         |  |  |  |  |  |  |  |  |  |
| Moscou Skate                    |         | 3e      | 3e      | 3e      | 5e      |  |  |  |  |  |  |  |  |  |
|                                 |         |         |         |         |         |  |  |  |  |  |  |  |  |  |